# Pfarrkirche St. Michael ob Bleiburg
Die Pfarrkirche St. Michael ob Bleiburg/Šmihel nad Pliberkom steht im Ort St. Michael ob Bleiburg / Šmihel nad Pliberkom in der zweisprachigen Marktgemeinde Feistritz ob Bleiburg im Bezirk Völkermarkt in Kärnten. Die Pfarrkirche Erzengel Michael gehört zum Dekanat Bleiburg/Pliberk in der Diözese Gurk-Klagenfurt. Die Kirche und der Friedhof stehen unter Denkmalschutz.

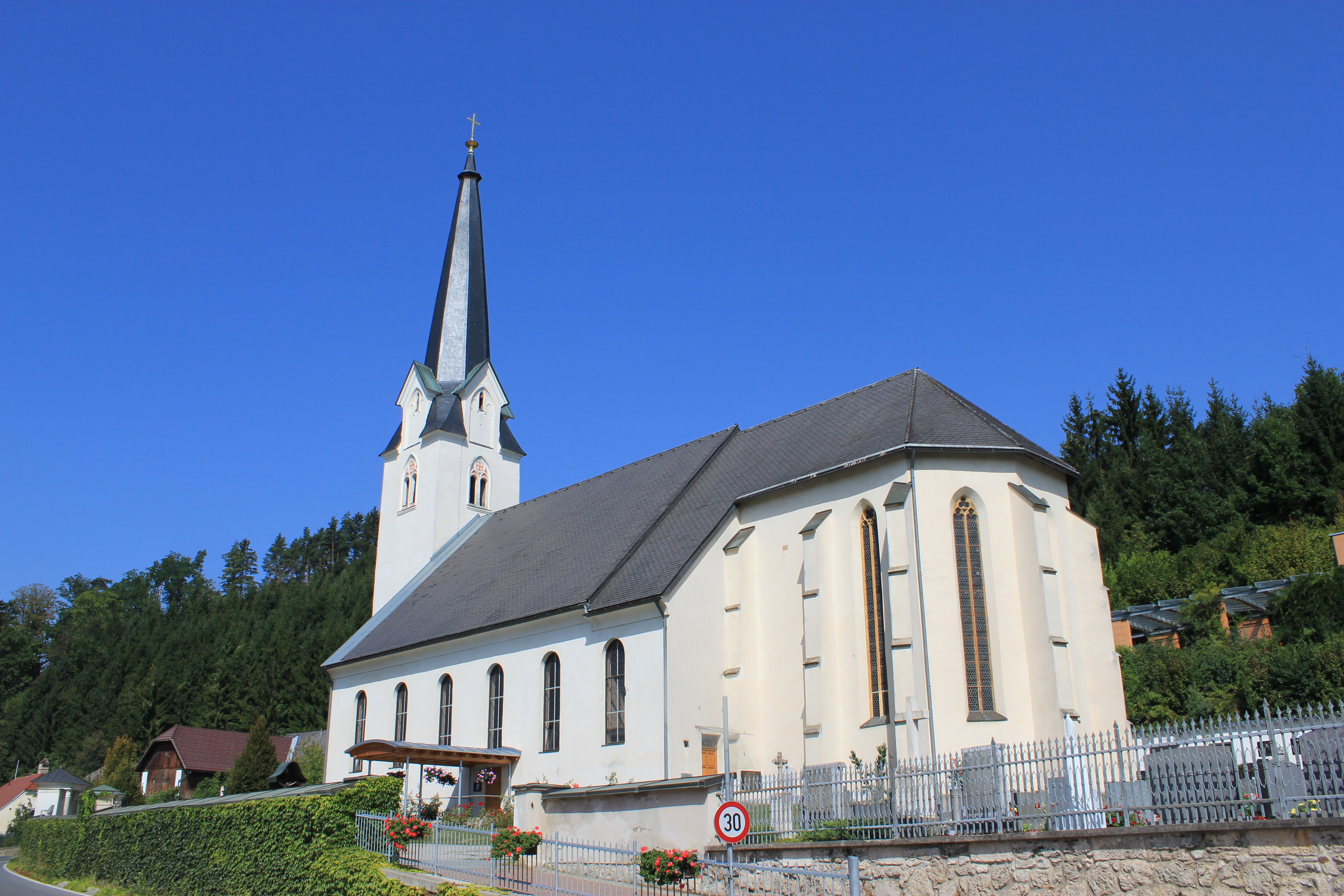
Kath. Pfarrkirche hl. Michael in St. Michael ob Bleiburg

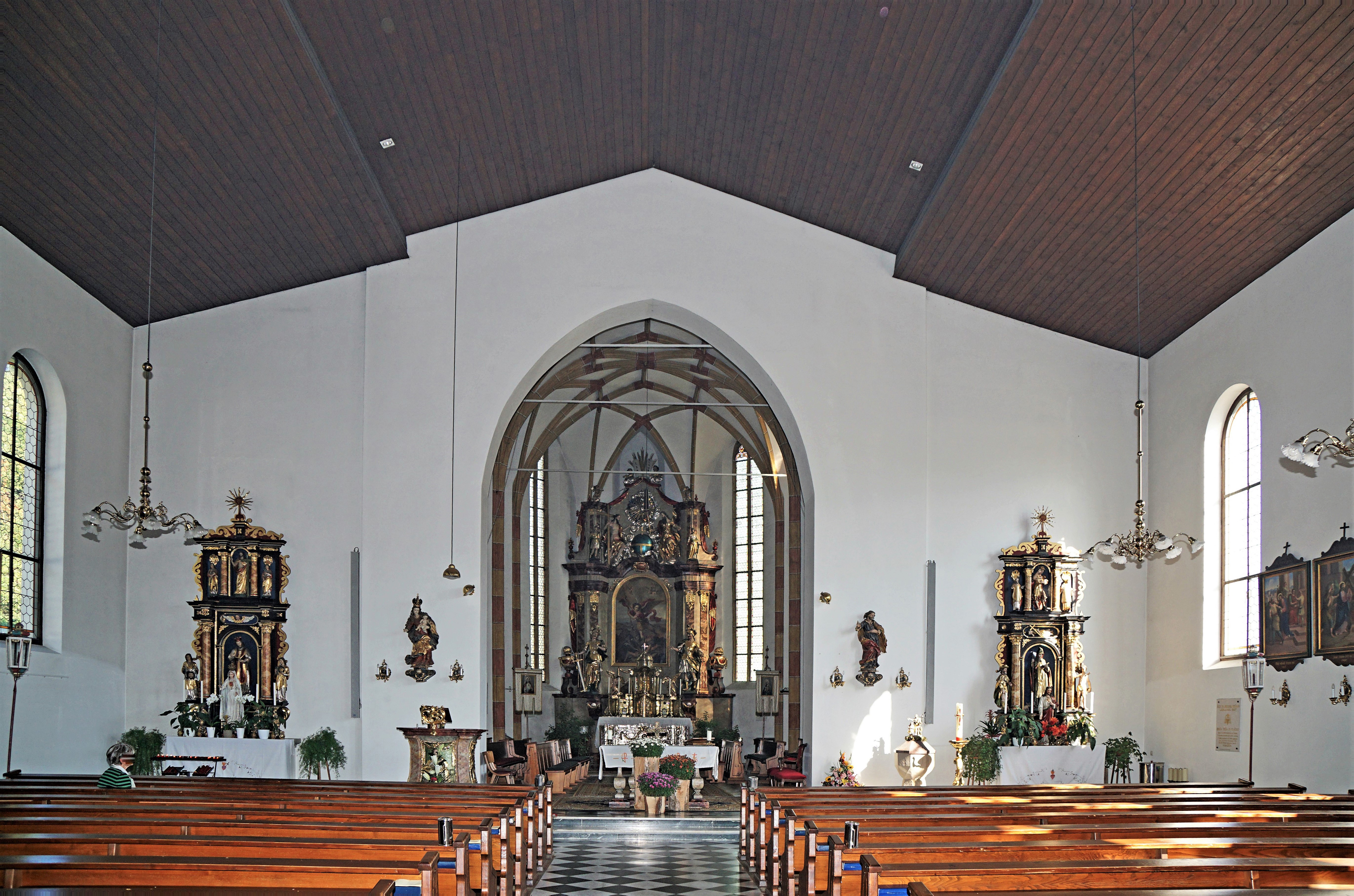
Pfarrkirche St. Michael ob Bleiburg, Innenansicht

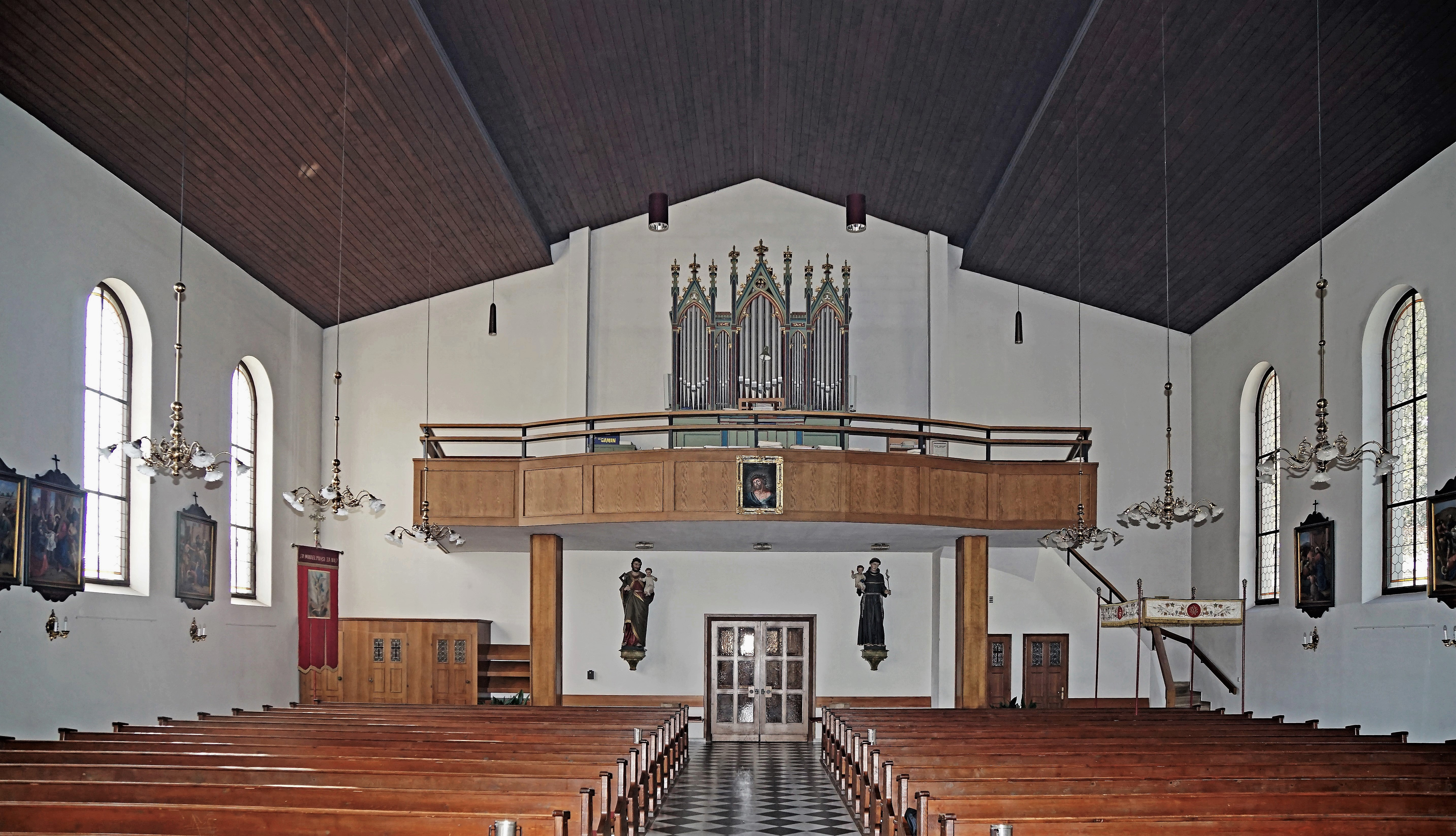
Blick zur Orgelempore

## Geschichte

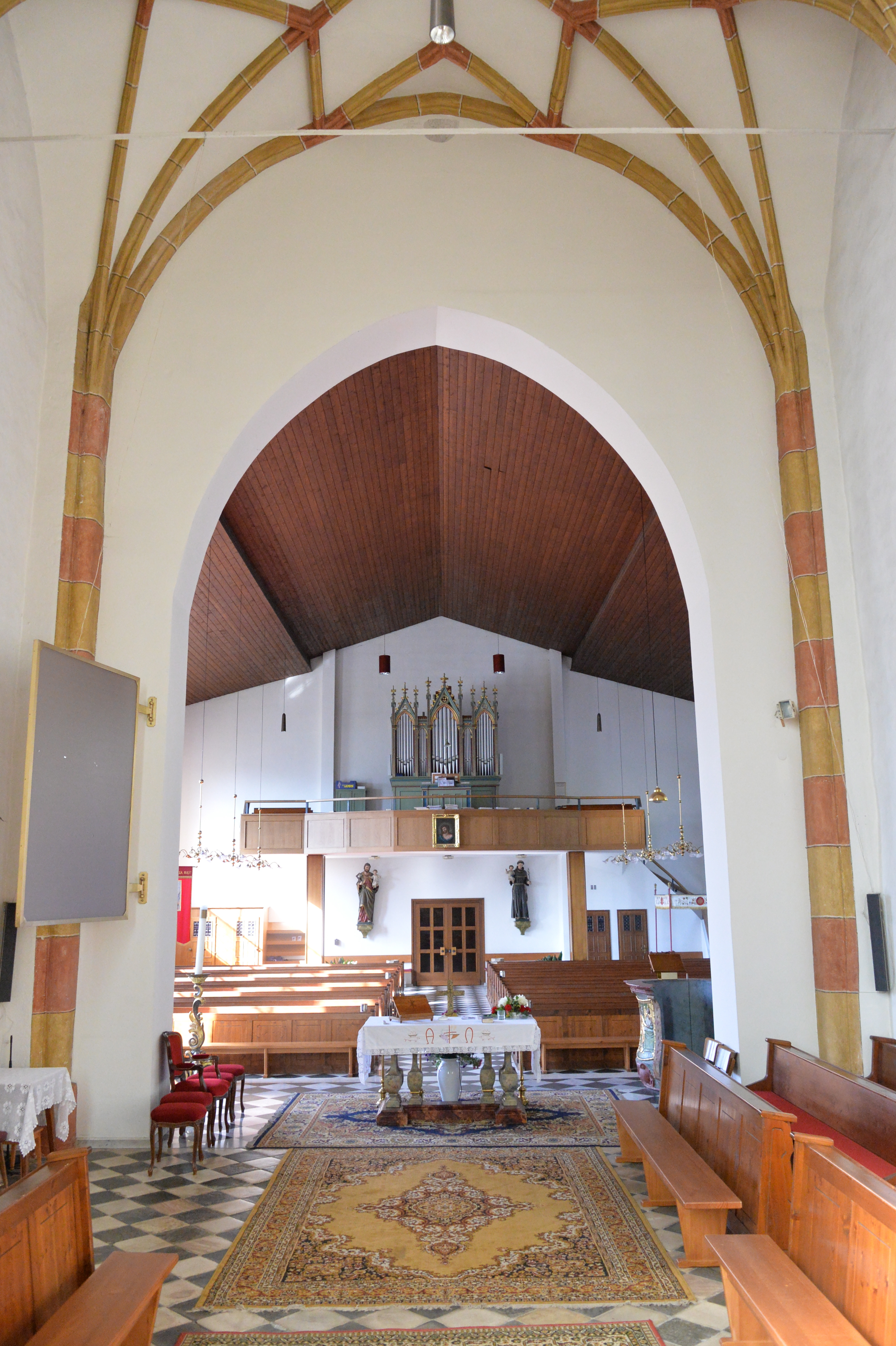
Vom Chor durch das Langhaus zur Orgelempore

Eine Kirche wurde 1106 urkundlich genannt. Das ursprünglich kleinere barockisierte Langhaus wurde 1974/1975 durch einen Neubau ersetzt und beidseits erweitert. 1994 war eine Innenrestaurierung.

## Bauwerk
Der große spätgotische Chor mit vierfach abgestuften Strebepfeilern ist an der Südwand mit MCD (1400) beschriftet. Der im Kern gotische Westturm hat ein Glockengeschoß und einen Helm aus dem 19. Jahrhundert. Im Turmerdgeschoß ist eine Vorhalle mit einem Kreuzgratgewölbe mit einem profilierten spätgotischen Westportal.
Die Triumphbogenwand ist nach dem Umbau neu. Der dreijochige Chor mit einem Dreiachtelschluss hat ein Sternrippengewölbe auf eingezogenen Pfeilern mit halbrunden Vorlagen und zweibahnige Maßwerkfenster.

## Einrichtung

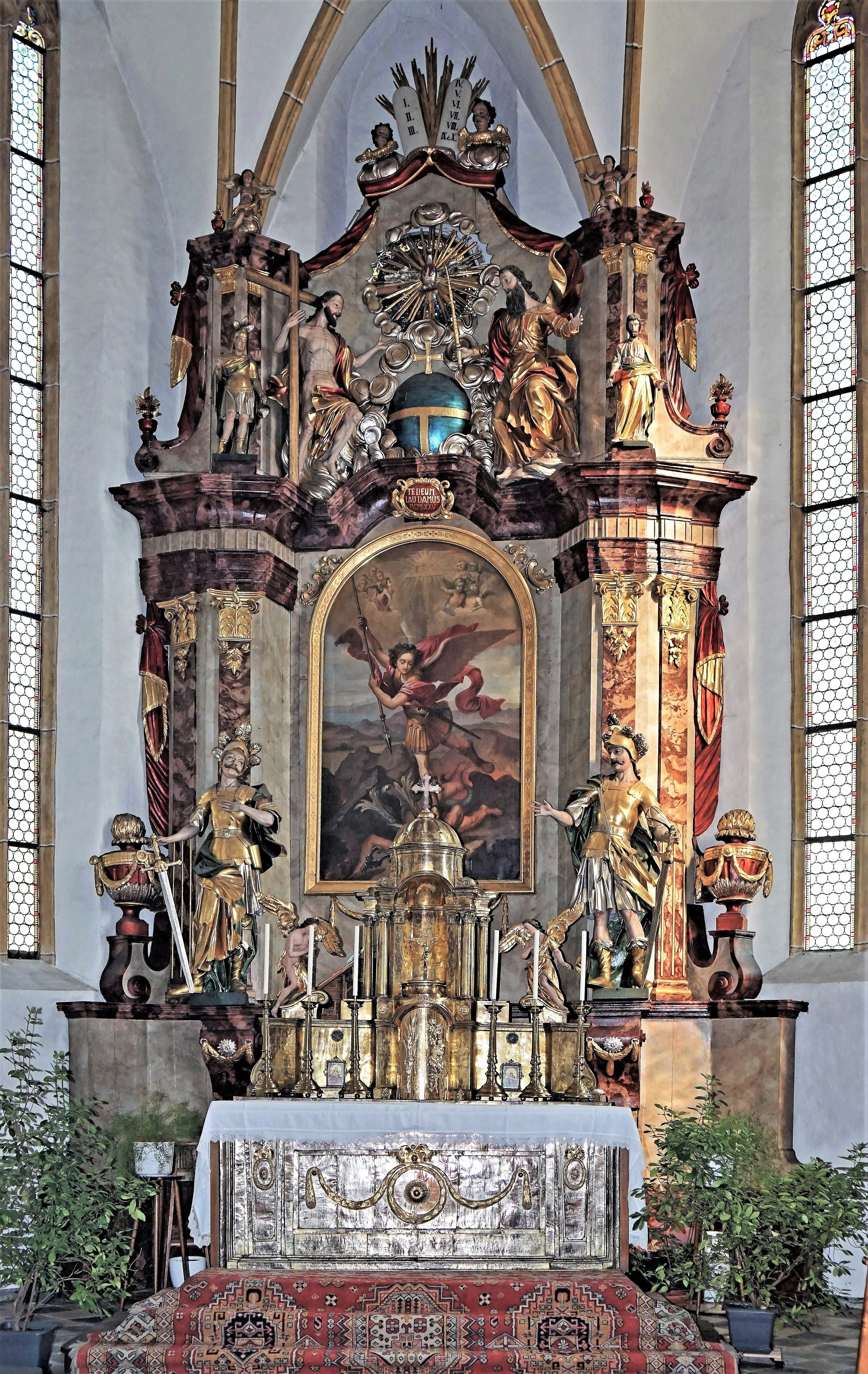
Der Hochaltar

Das Altarblatt des spätbarocken Hochaltars aus dem Ende des 18. Jahrhunderts zeigt den Höllensturz mit dem Erzengel Michael und trägt seitlich die Konsolfiguren Josef und Antonius von Padua aus dem 19. Jahrhundert.
Als Ambo dient der Korb mit Reliefdarstellungen der Evangelisten der ehemaligen Kanzel. Zur weiteren Einrichtung gehören Konsolfiguren und Kreuzweg-Gemälde.
Der Taufstein ist spätgotisch.

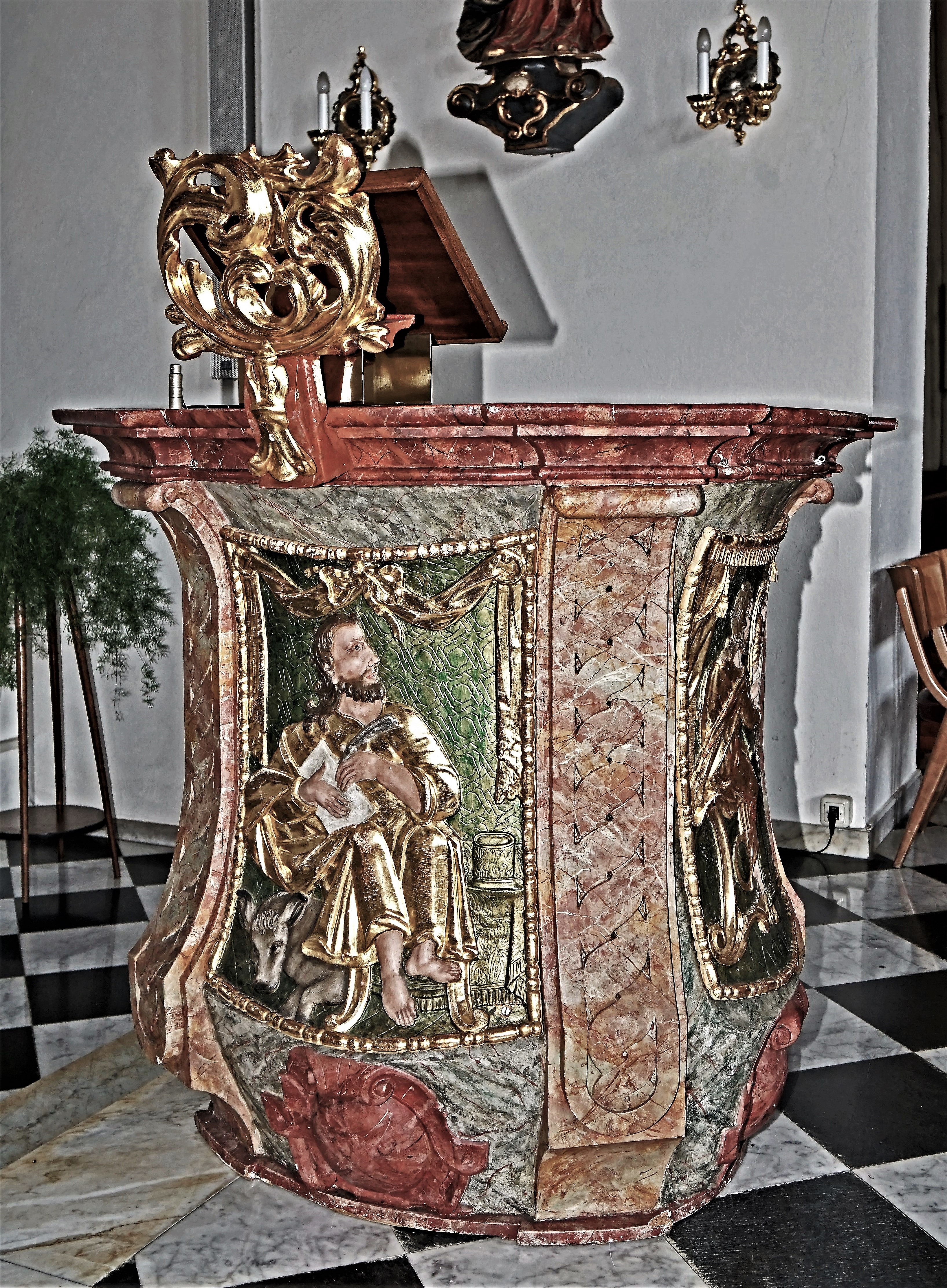
Ambo
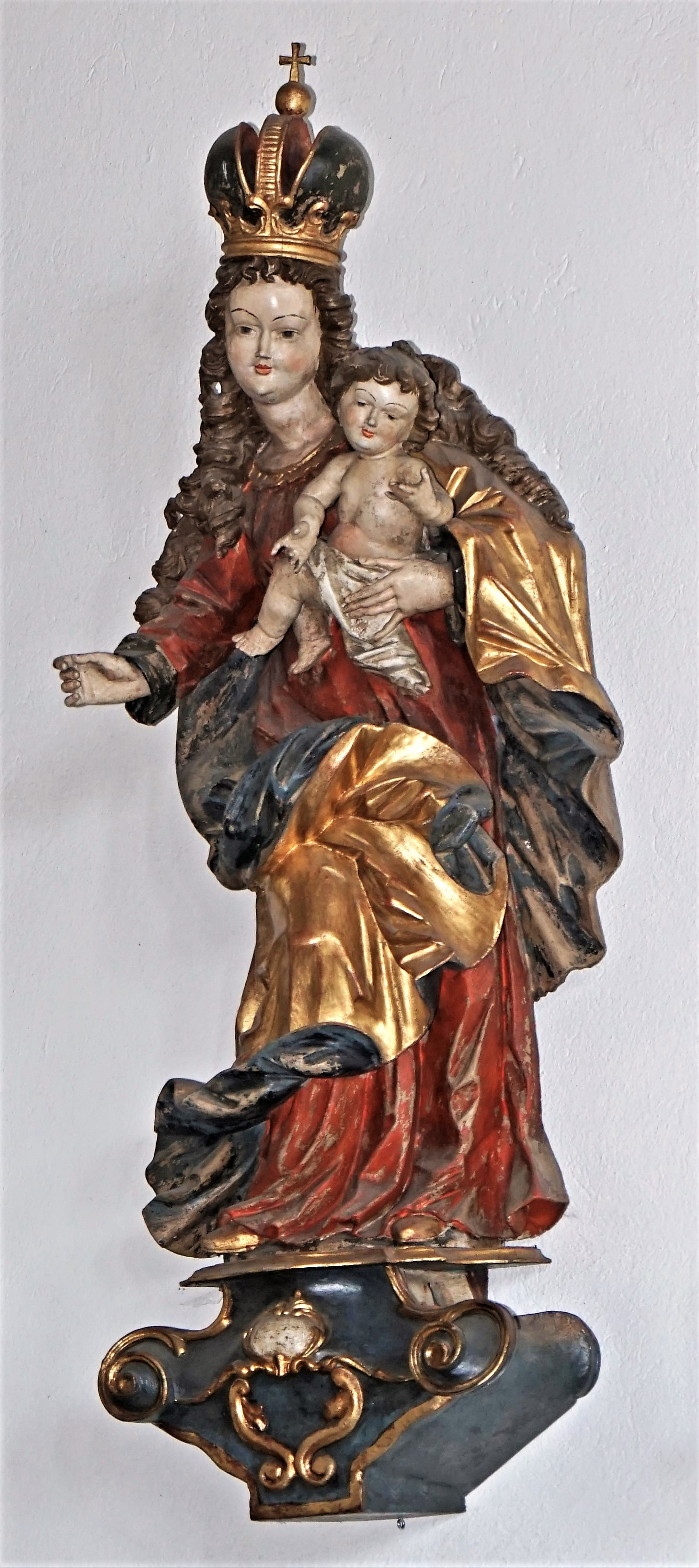
Barocke Madonna mit Kind
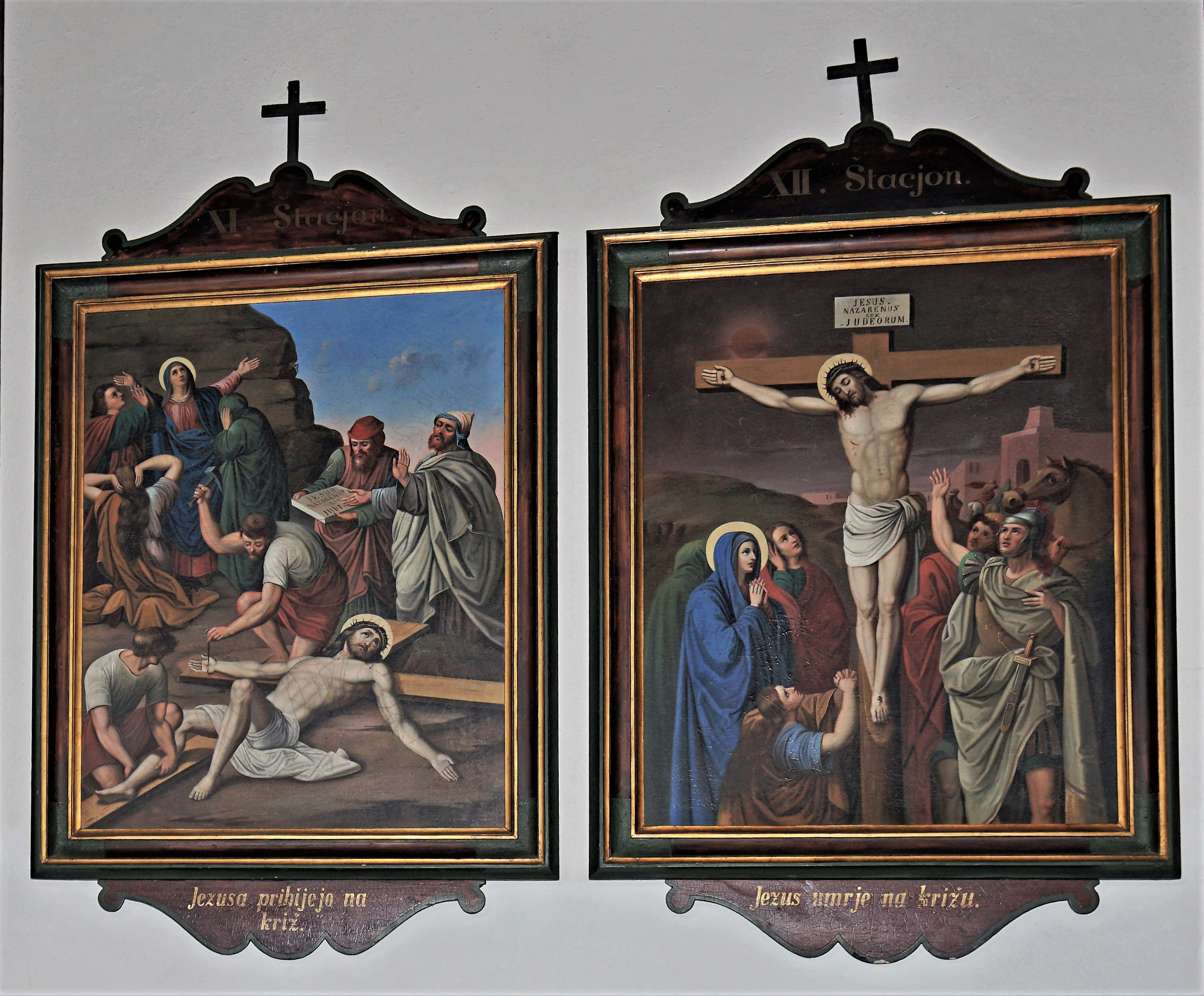
Kreuzweg-Gemälde